# A Mother's Devotion; or, The Firing of the Patchwork Quilt
A Mother's Devotion; or, The Firing of the Patchwork Quilt è un cortometraggio muto del 1912. Il nome del regista non viene riportato nei credit del film.

## Produzione
Il film fu prodotto dalla Vitagraph Company of America.

## Distribuzione
Distribuito dalla General Film Company, il film - un cortometraggio in una bobina - uscì nelle sale cinematografiche statunitensi il 28 febbraio 1912.
Copia della pellicola (un positivo 16 mm) si trova conservata in una collezione privata. Il film è stato distribuito in VHS e in DVD dalla Grapevine e, nel 2012, dalla Harpodeon.